# كارلوتية

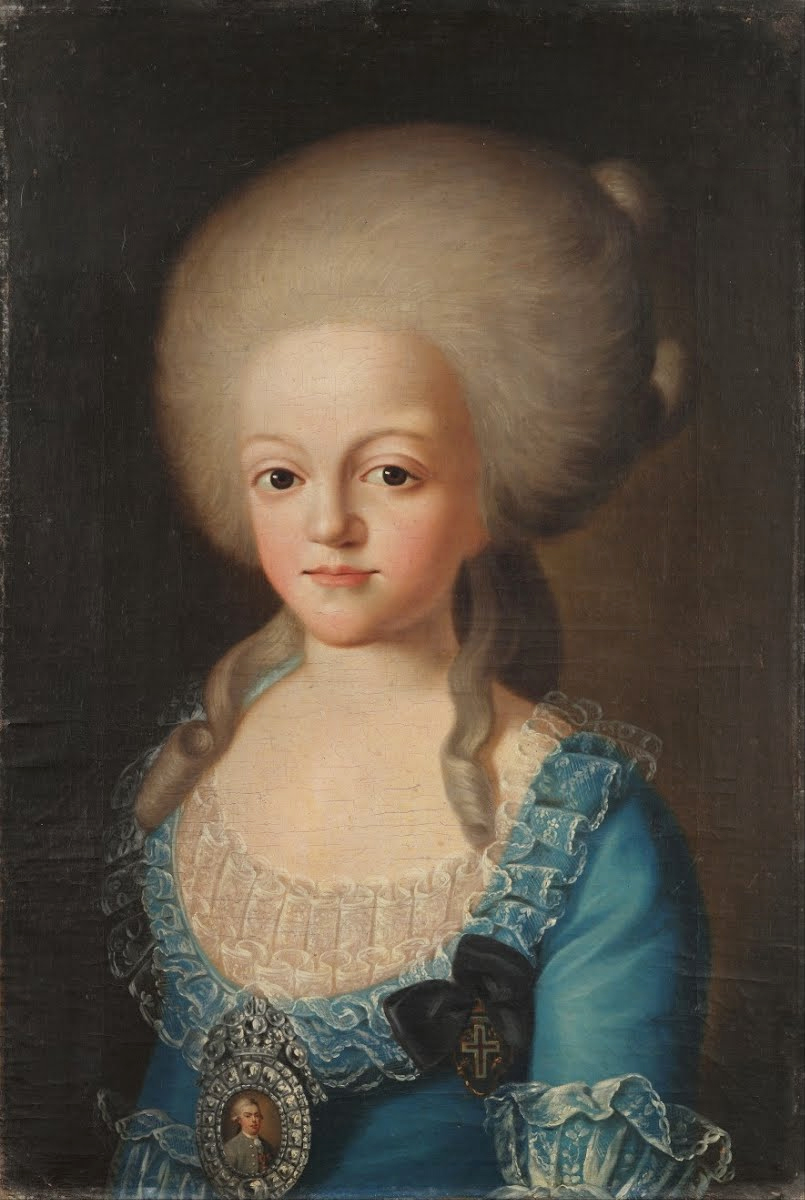

الكارلوتية "Carlotism" هي حركة سياسية حدثت في المملكة الأسبانية في منقطة ريو دي لا بلاتا ما بين 1808 و 1812; وكان الغرض منها جعل كارلوتا خواكينا, انفانتا الأسبانية وملكة البرتغال ملكة عليها.
بعد غزو نابليون لأسبانيا أُجبر فرناندو السابع, الأخ الأصغر لكارلوتا على التخلي عن العرش وتركه لجوزيف بونابرت الأول. ولم يعتبره غالبية الأسبان ملكًا شرعيًا وبدت كارلوتا وهي امرأة طموحة وكأنها مالت لخيار الحفاظ على الحفاظ على الأسرة المالكة في مأمن.
كانت كارلوتا تعيش في البرازيل حينئذ بعد انتقال العائلة المالكة البرتغال من البرتغال إلى الأمريكيتين عند غزو نابليون للبرتغال.
لقي مذهب كارلوت مقاومة شرسة من العديد من الأطراف تضم: الولاة والسلطات الإسبانية الأخرى في الأمريكتين وجزءًا من الكريول والبريطانيين. قامت القوات الملكي البرتغالية البرازيلية بضم منقطة إليها باسم سيسبلاتينا بروفينسيا ولم يتم تنفيذ الخطة وحتى أنها استقلت عن البرتغال عام 1822 انضم مع الإمبراطورية البرازيلية وتحول الداعمون لها لاحقًا إلى مطلبون بالاستقلال واستقلت جزء منها عن البرازيل عام 1828 تحت مسمى جمهورية أوروغواي الشرقية.